# Olympische Sommerspiele 2016/Leichtathletik – Speerwurf (Männer)

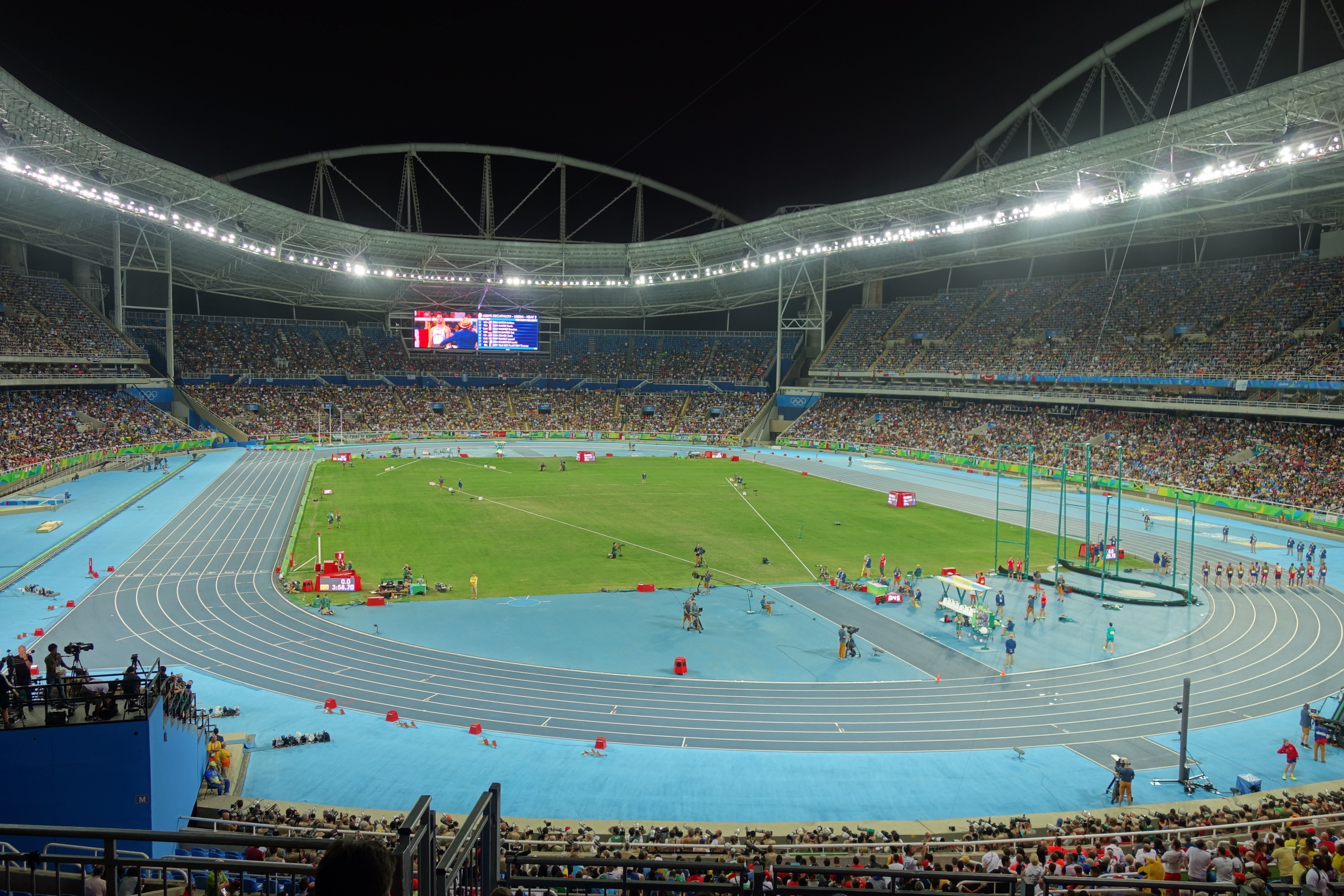
Innenraum des Estádio Olímpico João Havelange während der Spiele von Rio

Der Speerwurf der Männer bei den Olympischen Spielen 2016 in Rio de Janeiro wurde am 17. und 20. August 2016 im Estádio Olímpico João Havelange ausgetragen. 37 Athleten nahmen teil.
Olympiasieger wurde der Deutsche Thomas Röhler, der vor dem Kenianer Julius Yego gewann. Bronze ging an Keshorn Walcott aus Trinidad und Tobago.
Neben dem Sieger starteten Johannes Vetter und Julian Weber für Deutschland. Beide qualifizierten sich für das Finale. Vetter wurde Vierter, Weber Neunter.

Athleten aus Österreich, der Schweiz und Liechtenstein nahmen nicht teil.

## Aktuelle Titelträger
| Olympiasieger                         | Keshorn Walcott ( Trinidad und Tobago) | 84,58 m | London 2012    |
| Weltmeister                           | Julius Yego ( Kenia)                   | 92,72 m | Peking 2015    |
| Europameister                         | Zigismunds Sirmais ( Lettland)         | 86,66 m | Amsterdam 2016 |
| Nord-/Zentralamerika-/Karibik-Meister | Riley Dolezal ( USA)                   | 79,30 m | San José 2015  |
| Südamerika-Meister                    | Júlio César de Oliveira ( Brasilien)   | 81,22 m | Lima 2015      |
| Asienmeister                          | Huang Shih-feng ( Chinesisch Taipeh)   | 79,74 m | Wuhan 2015     |
| Afrikameister                         | Phil-Mar van Rensburg ( Südafrika)     | 76,04 m | Durban 2016    |
| Ozeanienmeister                       | John Crandell ( Australien)            | 64,35 m | Cairns 2015    |

## Bestehende Rekorde
| Weltrekord         | Jan Železný ( Tschechien)       | 98,48 m | Jena, Deutschland                     | 25. Mai 1996    |
| Olympischer Rekord | Andreas Thorkildsen ( Norwegen) | 90,57 m | Finale OS Peking, Volksrepublik China | 23. August 2008 |

Der bestehende olympische Rekord wurde bei diesen Spielen nicht erreicht. Der weiteste Wurf gelang dem deutschen Olympiasieger Thomas Röhler mit seinem fünften Versuch auf 90,30 m im Finale am 20. August. Damit blieb er 27 Zentimeter unter dem Olympia- und 8,18 m unter dem Weltrekord.

## Legende
Kurze Übersicht zur Bedeutung der Symbolik – so üblicherweise auch in sonstigen Veröffentlichungen verwendet:
| – | verzichtet                            |
| x | ungültig                              |
| r | Wettkampf nicht fortgesetzt (retired) |

Anmerkungen:
- Alle Zeitangaben sind auf die Ortszeit Rio (UTC-3) bezogen.
- Alle Weiten sind in Metern (m) angegeben.

## Qualifikation
Die Qualifikation wurde in zwei Gruppen durchgeführt. Neun Athleten erreichten die Qualifikationsweite für den direkten Finaleinzug von 83,00 m. Damit war die Mindestanzahl von zwölf Finalteilnehmern nicht erreicht. So wurde das Finalfeld mit drei weiteren Wettbewerbern (hellgrün unterlegt) aus beiden Gruppen nach den nächstbesten Weiten aufgefüllt. Für die Teilnahme waren schließlich 81,96 m zu erbringen.

### Gruppe A

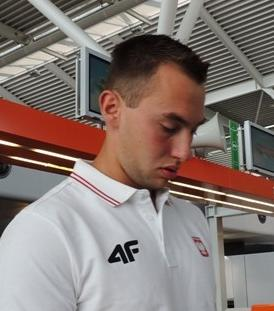
Marcin Krukowski – ausgeschieden mit 80,62 m
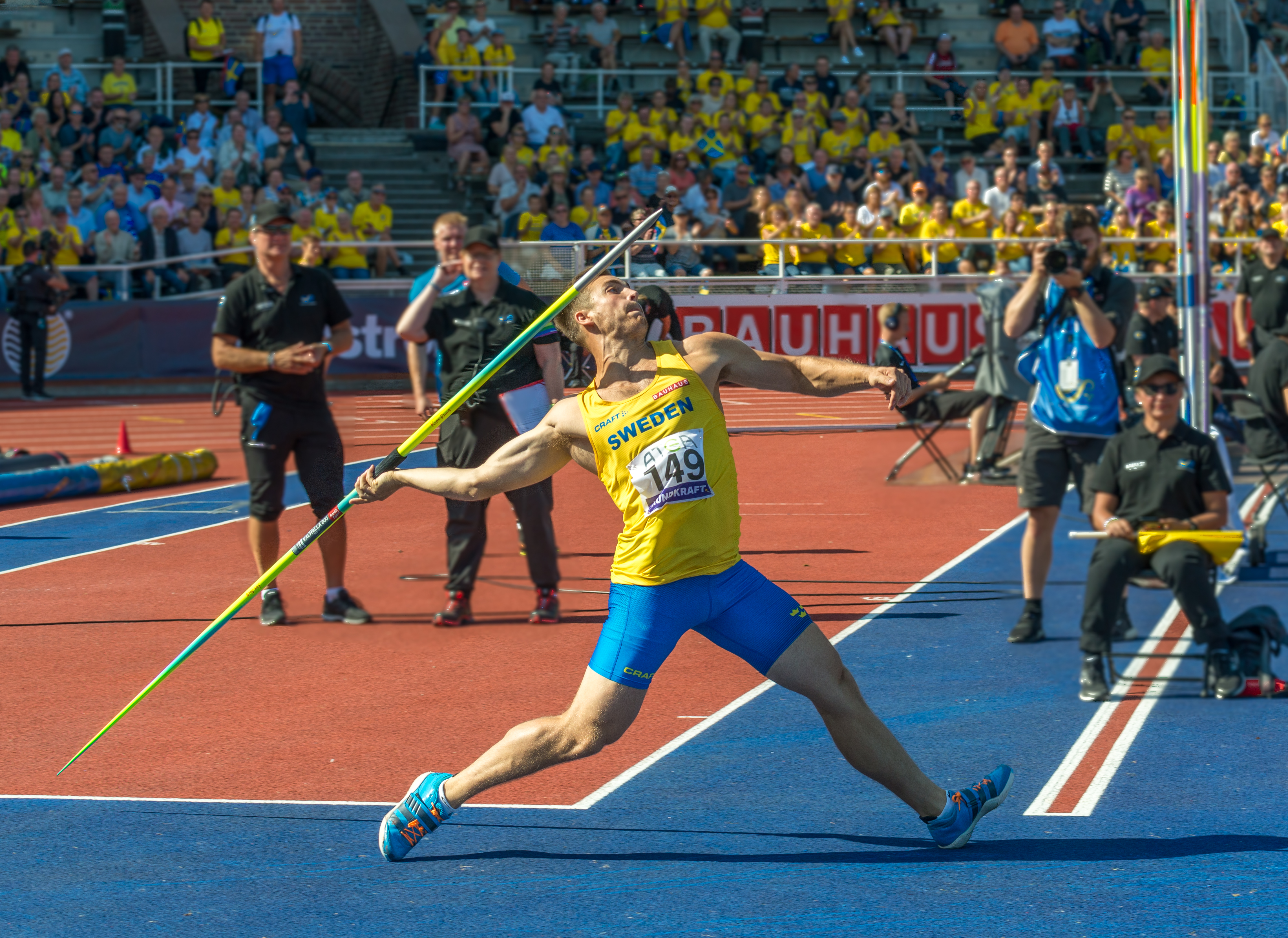
Kim Amb – ausgeschieden mit 80,49 m

17. August 2016, 20:30 Uhr
| Platz | Name                | Nation      | 1. Versuch | 2. Versuch | 3. Versuch | Weite (m) |
| ----- | ------------------- | ----------- | ---------- | ---------- | ---------- | --------- |
| 1     | Julian Weber        | Deutschland | 84,46      | –          | –          | 84,46     |
| 2     | Jakub Vadlejch      | Tschechien  | 78,23      | 80,90      | 83,27      | 83,27     |
| 3     | Dmytro Kossynskyj   | Ukraine     | 80,08      | 76,79      | 83,23      | 83,23     |
| 4     | Thomas Röhler       | Deutschland | 79,47      | 81,61      | 83,01      | 83,01     |
| 5     | Braian Toledo       | Argentinien | 78,99      | 81,96      | 80,36      | 81,96     |
| 6     | Joshua Robinson     | Australien  | 78,87      | 80,84      | 76,78      | 80,84     |
| 7     | Marcin Krukowski    | Polen       | x          | 78,06      | 80,62      | 80,62     |
| 8     | Kim Amb             | Schweden    | 77,91      | 78,75      | 80,49      | 80,49     |
| 9     | Cyrus Hostetler     | USA         | 76,48      | 78,69      | 79,76      | 79,76     |
| 10    | Tero Pitkämäki      | Finnland    | 77,91      | 78,58      | 79,56      | 79,56     |
| 11    | Risto Mätas         | Estland     | 76,23      | 79,26      | 79,40      | 79,40     |
| 12    | Magnus Kirt         | Estland     | x          | 77,60      | 79,33      | 79,33     |
| 13    | Rocco van Rooyen    | Südafrika   | x          | 71,05      | 78,48      | 78,48     |
| 14    | Rolands Štrobinders | Lettland    | 76,76      | x          | 77,73      | 77,73     |
| 15    | Stuart Farquhar     | Neuseeland  | 74,24      | 77,32      | 74,38      | 77,32     |
| 16    | Ahmed Bader Magour  | Katar       | x          | 77,19      | x          | 77,19     |
| 17    | Leslie Copeland     | Fidschi     | 76,04      | 75,68      | x          | 76,04     |
| 18    | Sumeda Ranasinghe   | Sri Lanka   | 69,62      | 71,93      | x          | 71,93     |
| NM    | Bobur Shokirjonov   | Usbekistan  | x          | x          | x          | ogV       |

Weitere in Qualifikationsgruppe A ausgeschiedene Speerwerfer:

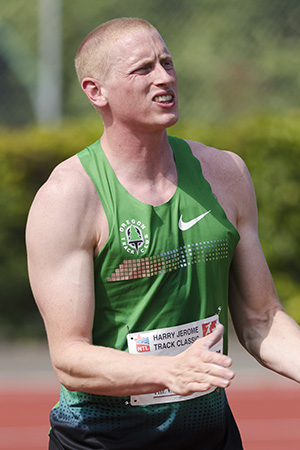
Cyrus Hostetler – 79,76 m
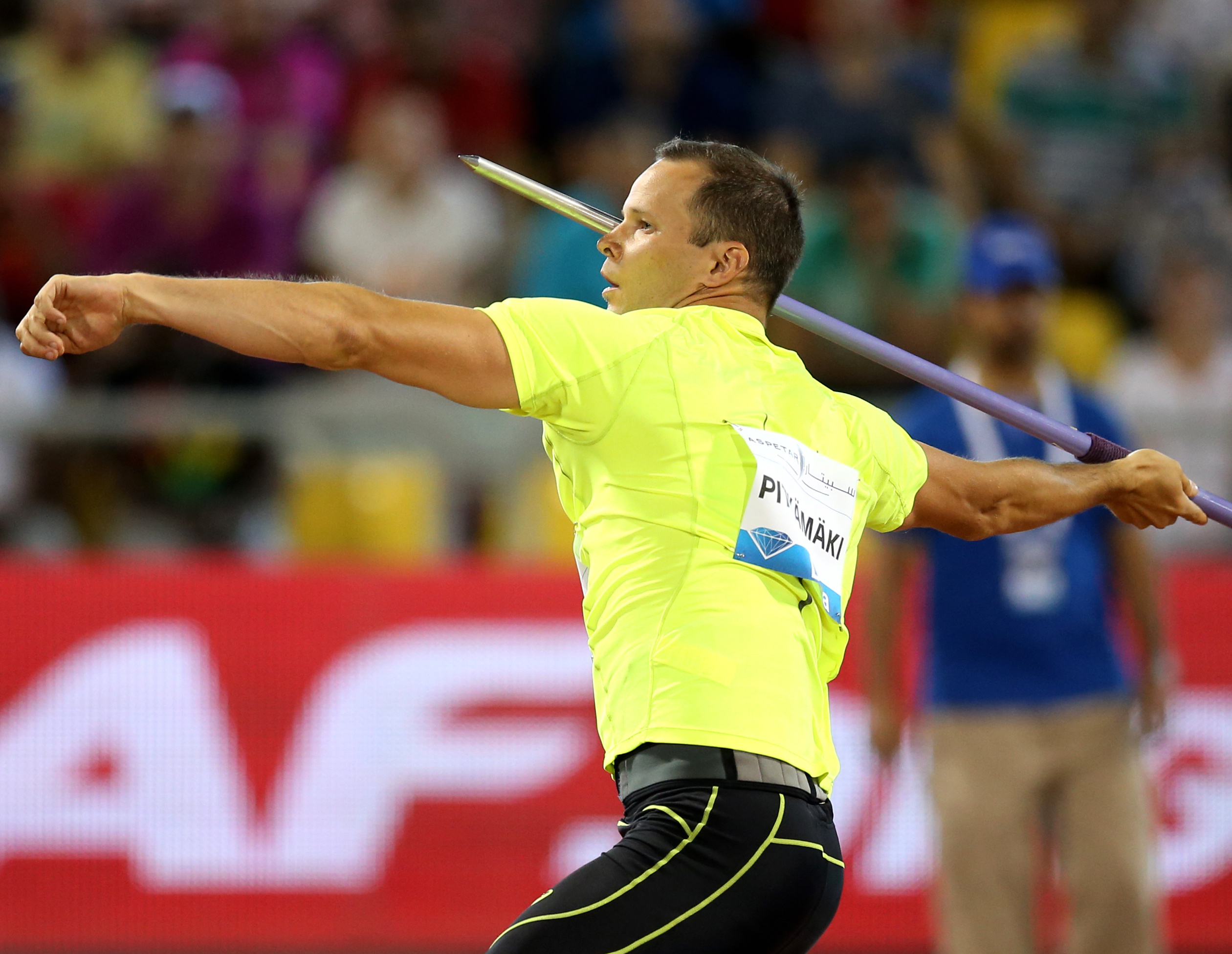
Tero Pitkämäki – 79,56 m
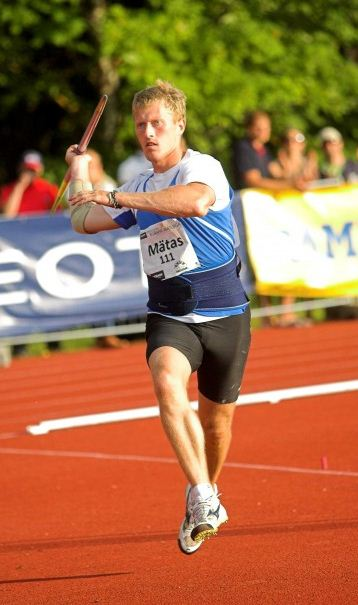
Risto Mätas – 79,40 m
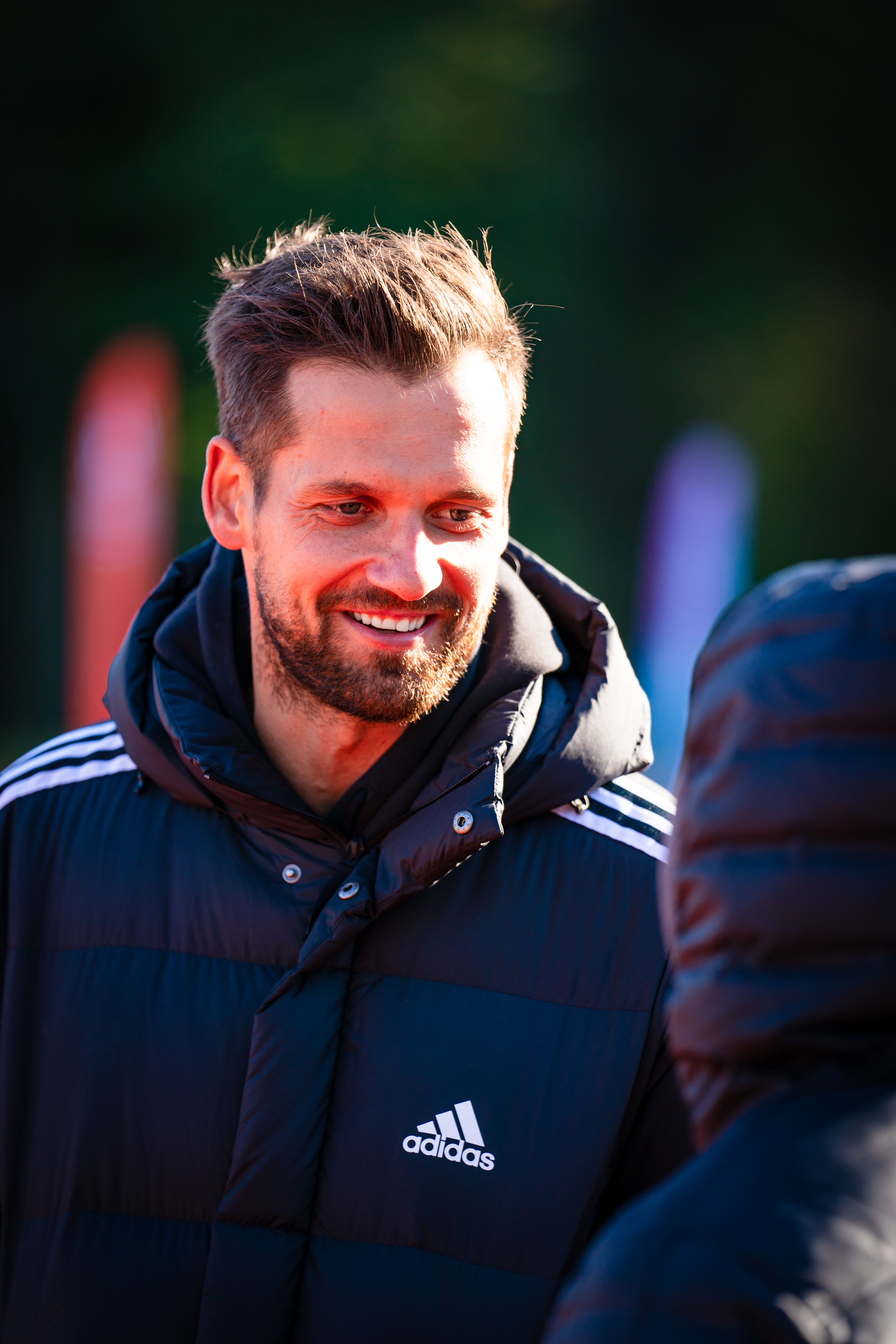
Magnus Kirt – 79,33 m
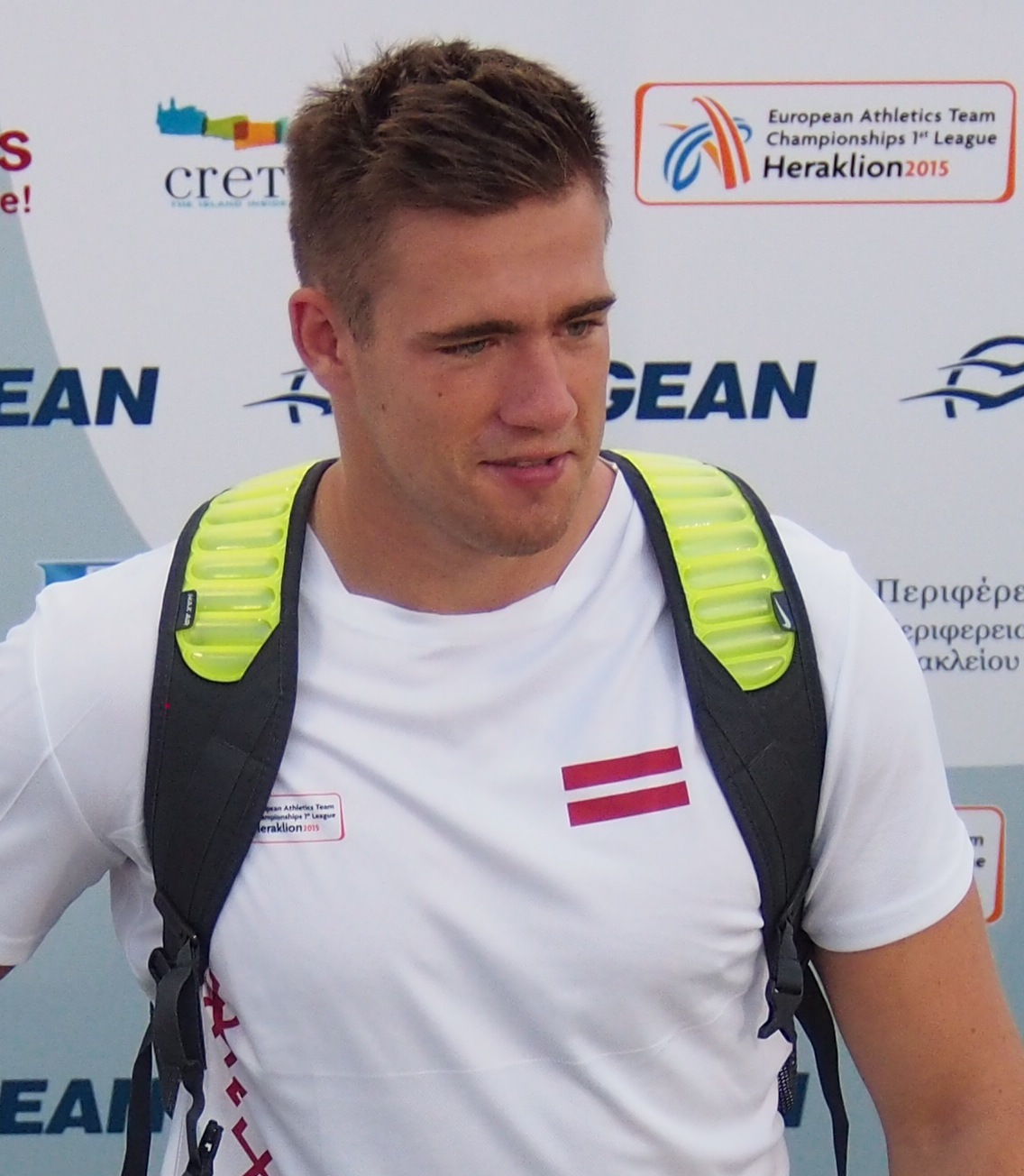
Rolands Štrobinders – 77,73 m

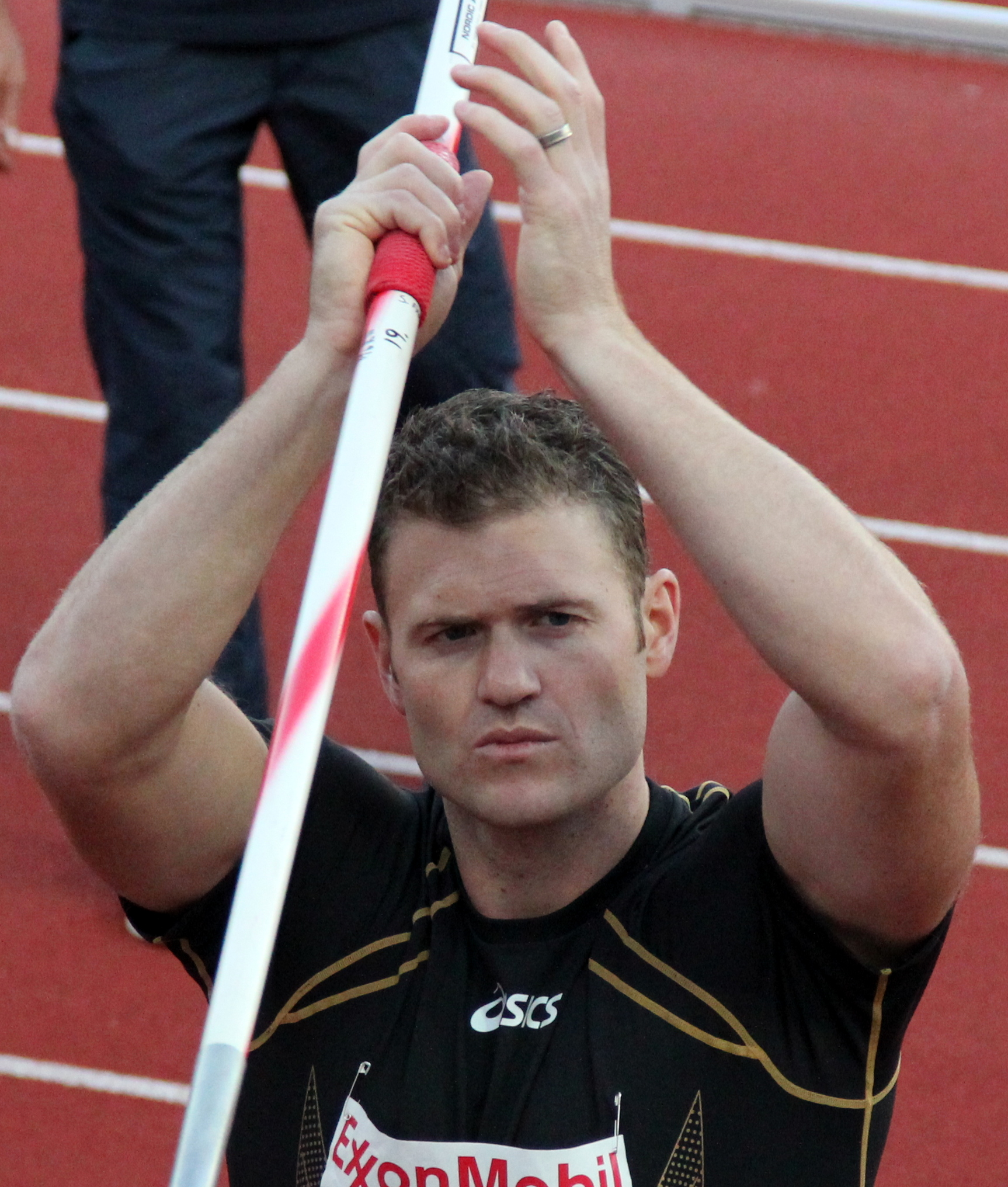
Stuart Farquhar – 77,32 m
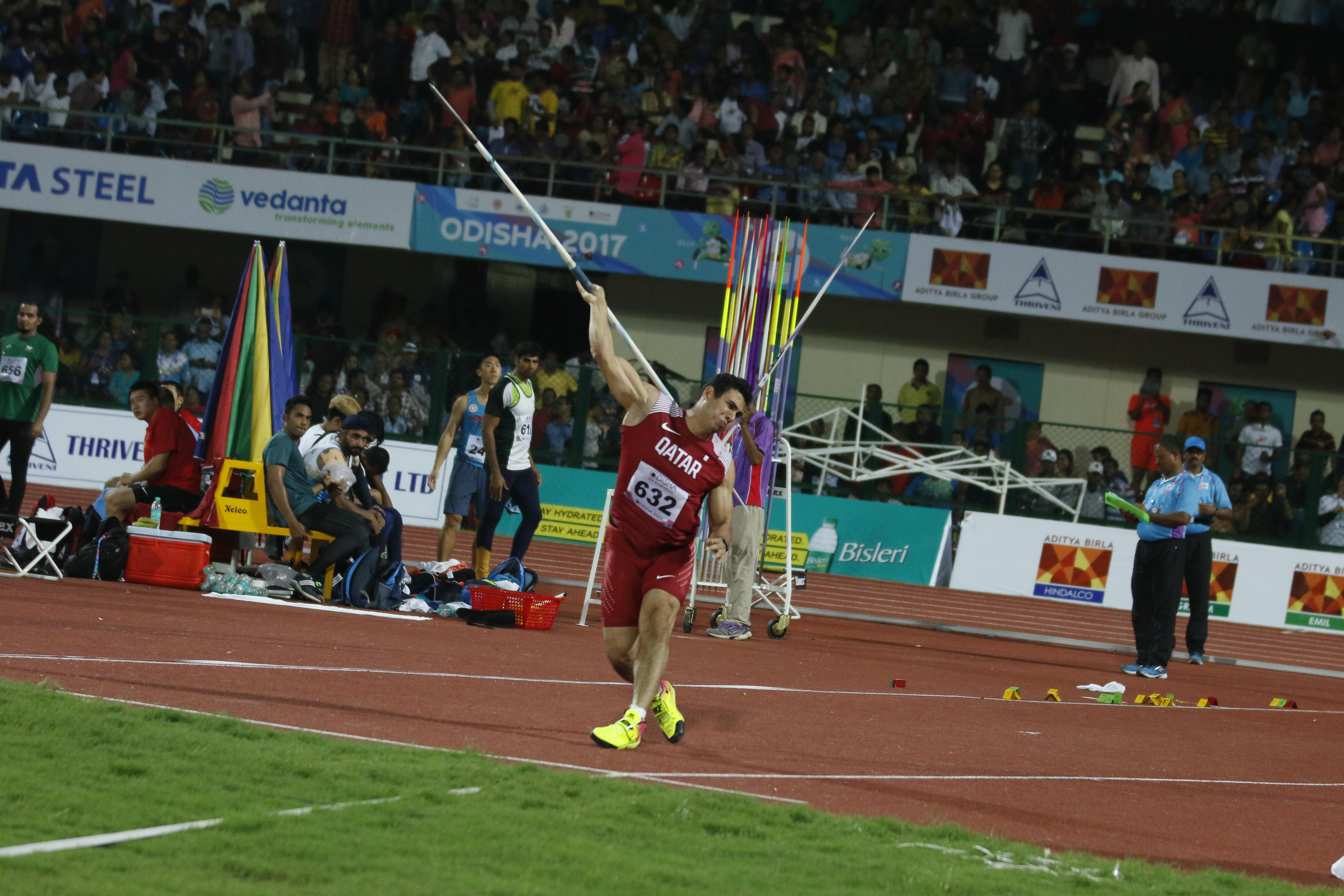
Ahmed Bader Magour – 77,19 m
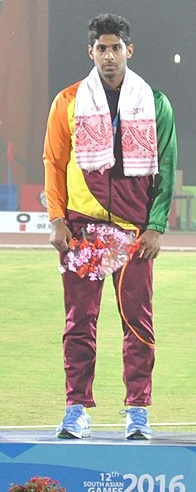
Sumeda Ranasinghe – 71,92 m
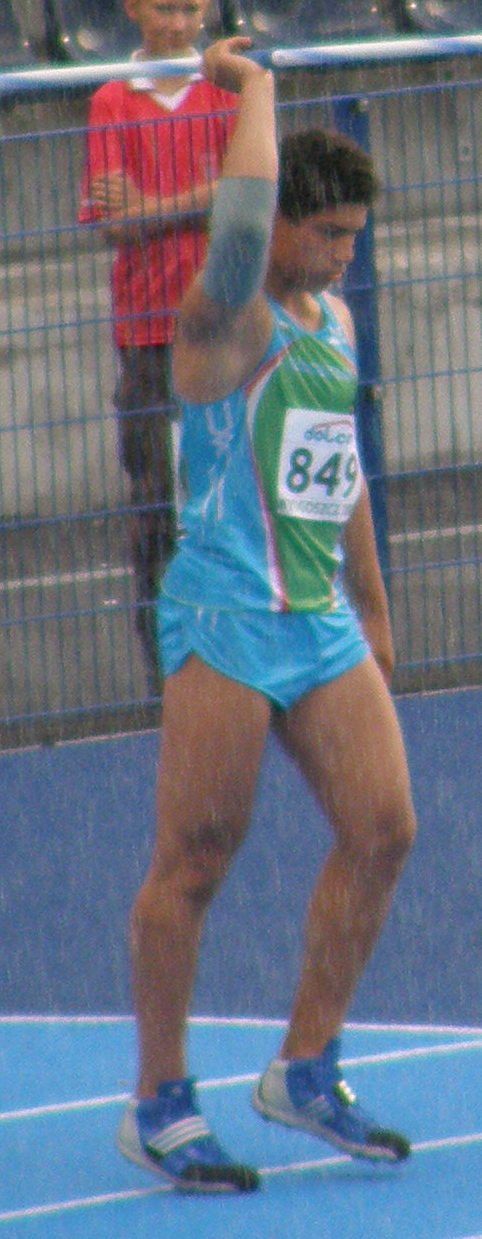
Bobur Shokirjonov – kein gültiger Wurf

### Gruppe B
17. August 2016, 21:55 Uhr
| Platz | Name                    | Nation              | 1. Versuch | 2. Versuch | 3. Versuch | Weite (m) |
| ----- | ----------------------- | ------------------- | ---------- | ---------- | ---------- | --------- |
| 1     | Keshorn Walcott         | Trinidad und Tobago | 88,68      | –          | –          | 88,68     |
| 2     | Johannes Vetter         | Deutschland         | 85,96      | –          | –          | 85,96     |
| 3     | Ryōhei Arai             | Japan               | 84,16      | –          | –          | 84,16     |
| 4     | Petr Frydrych           | Tschechien          | 78,57      | 80,17      | 83,60      | 83,60     |
| 5     | Julius Yego             | Kenia               | 78,88      | x          | 83,55      | 83,55     |
| 6     | Vítězslav Veselý        | Tschechien          | 81,32      | 81,32      | 82,85      | 82,85     |
| 7     | Antti Ruuskanen         | Finnland            | 82,20      | x          | x          | 82,20     |
| 8     | Zigismunds Sirmais      | Lettland            | 76,87      | 80,65      | 75,95      | 80,65     |
| 9     | Júlio César de Oliveira | Brasilien           | 79,33      | 80,49      | 80,29      | 80,49     |
| 10    | Tanel Laanmäe           | Estland             | 80,45      | 78,78      | 79,24      | 80,45     |
| 11    | John Ampomah            | Ghana               | 79,09      | 80,39      | 78,90      | 80,39     |
| 12    | Hamish Peacock          | Australien          | 77,91      | 76,22      | 76,40      | 77,91     |
| 13    | Ivan Zaysev             | Usbekistan          | 73,49      | 72,92      | 77,83      | 77,83     |
| 14    | Ari Mannio              | Finnland            | 77,14      | 76,77      | 77,73      | 77,73     |
| 15    | Łukasz Grzeszczuk       | Polen               | 76,31      | 76,52      | 76,14      | 76,52     |
| 16    | Huang Shih-feng         | Chinesisch Taipeh   | 74,33      | x          | x          | 74,33     |
| 17    | Sam Crouser             | USA                 | 73,78      | 73,66      | x          | 73,78     |
| 18    | Sean Furey              | USA                 | 69,40      | 72,61      | 71,35      | 72,61     |

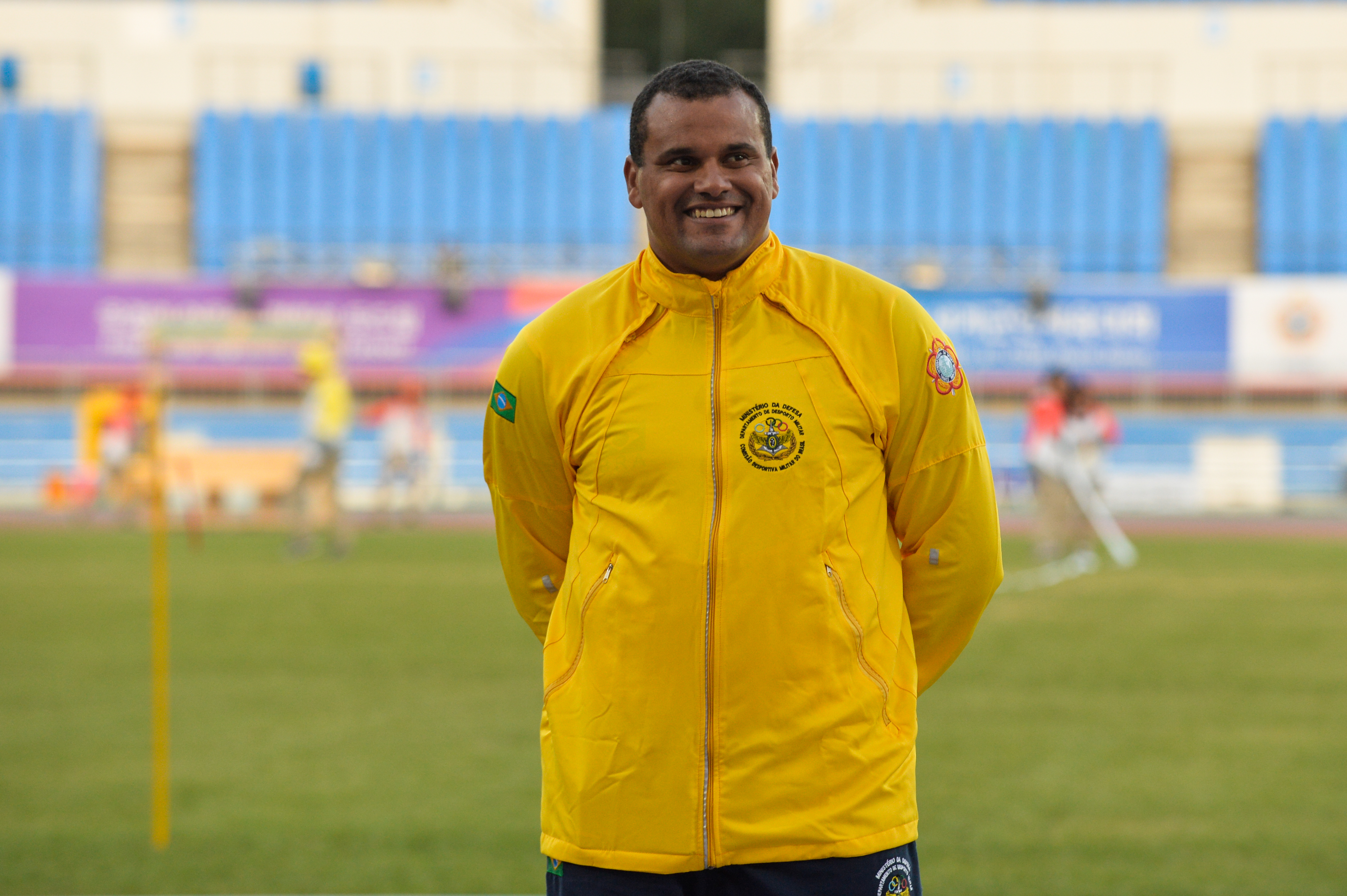
Júlio César de Oliveira – ausgeschieden mit 80,29 m

Weitere in Qualifikationsgruppe  ausgeschiedene Speerwerfer:

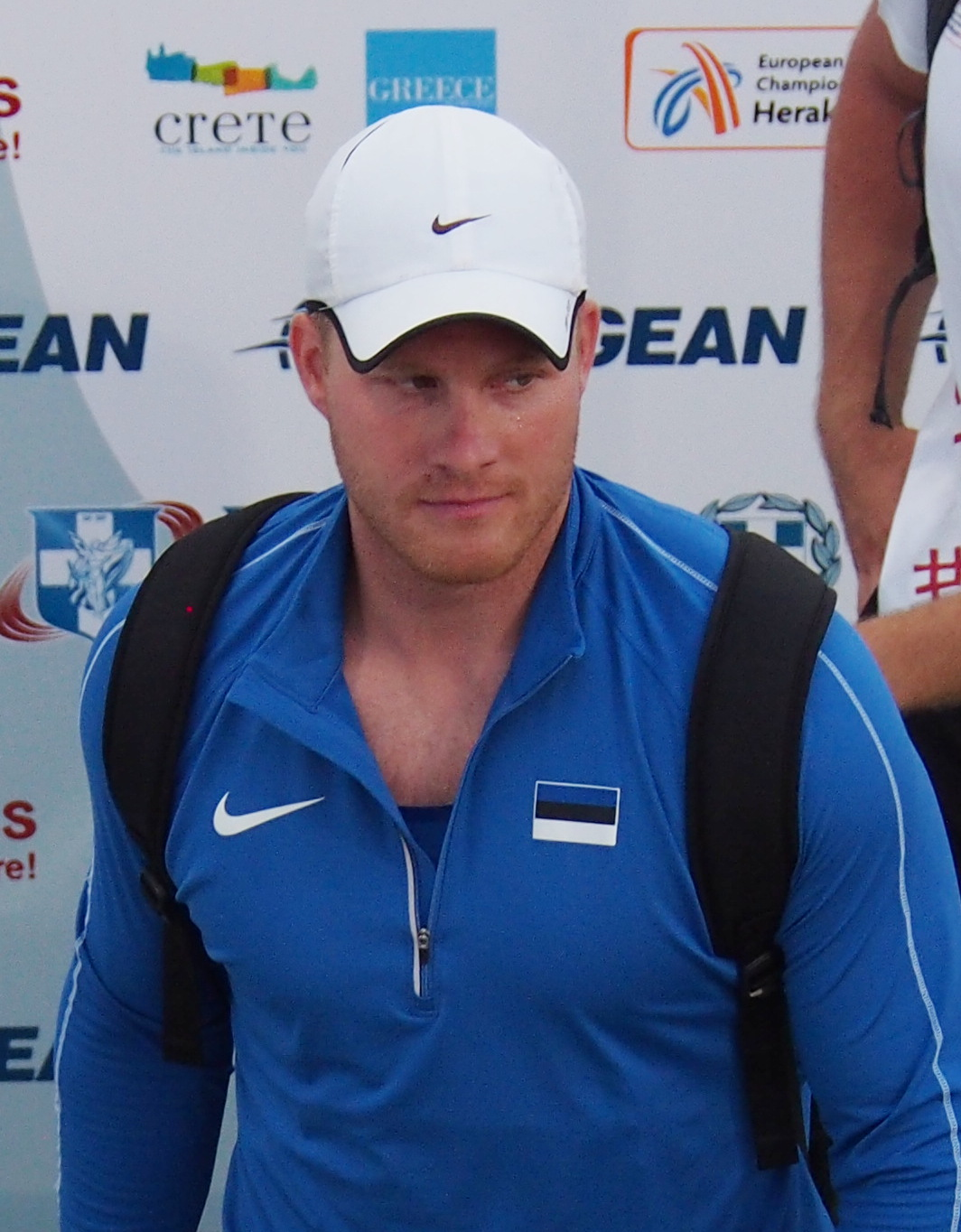
Tanel Laanmäe – 80,45 m
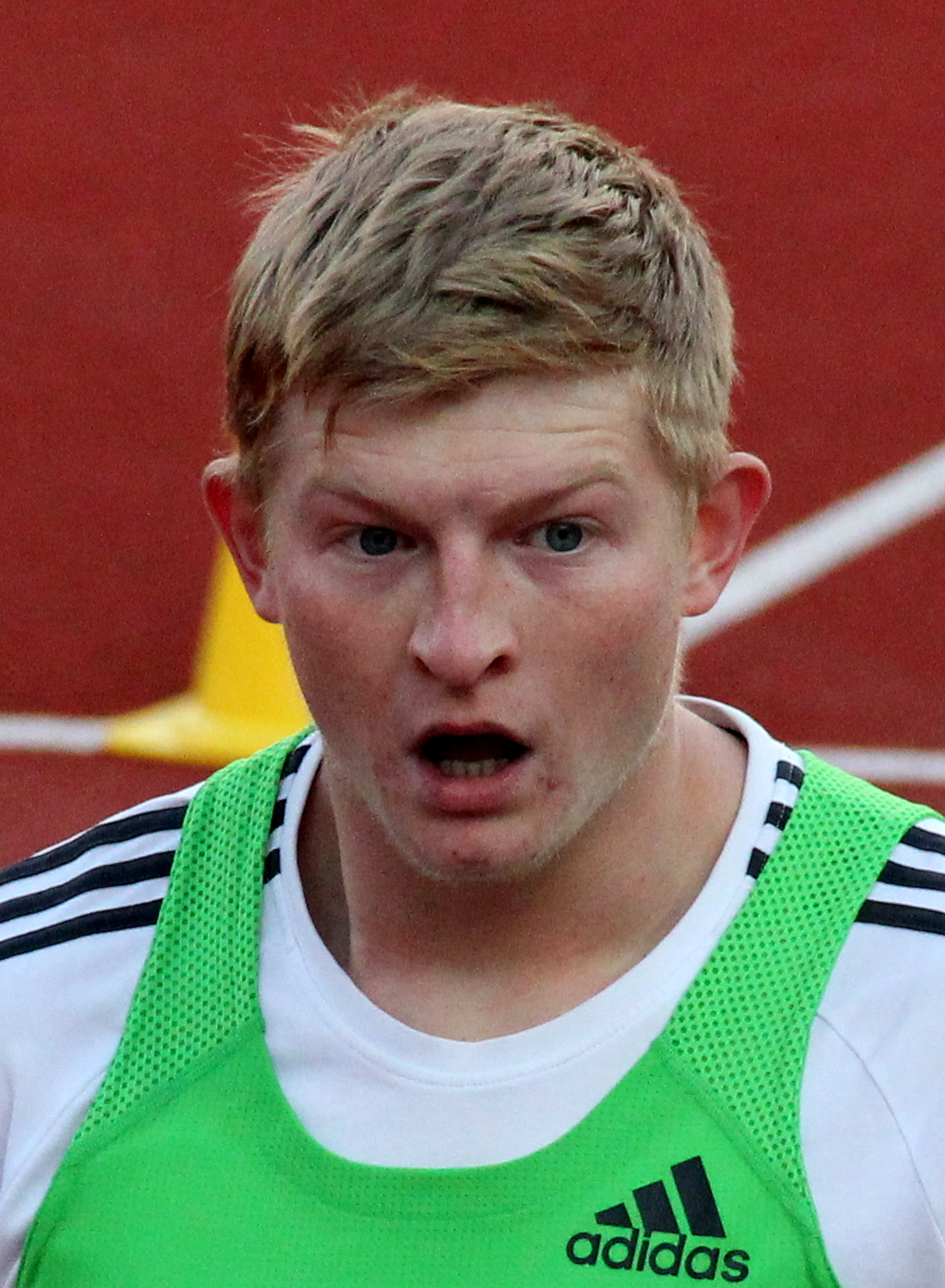
Ivan Zaysev – 77,83 m
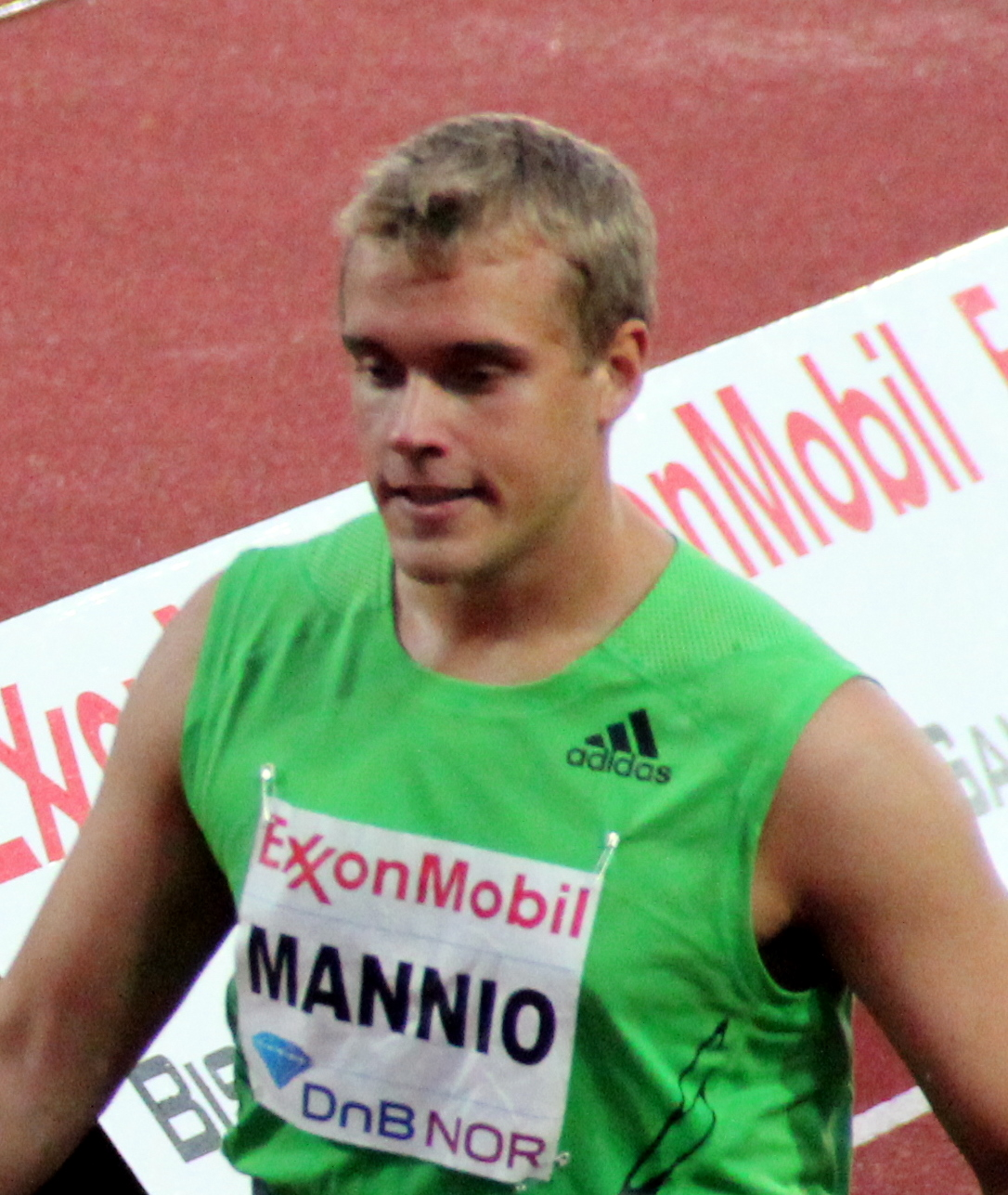
Ari Mannio – 77,73 m
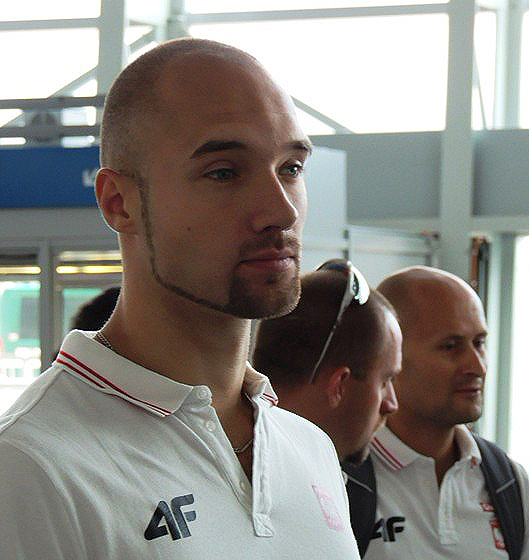
Łukasz Grzeszczuk – 76,52 m

## Finale
20. August 2016, 20:55 Uhr
| Platz | Name              | Nation              | 1. Versuch | 2. Versuch | 3. Versuch | 4. Versuch                             | 5. Versuch                             | 6. Versuch                             | Weite (m) |
| ----- | ----------------- | ------------------- | ---------- | ---------- | ---------- | -------------------------------------- | -------------------------------------- | -------------------------------------- | --------- |
| 1     | Thomas Röhler     | Deutschland         | 87,40      | 85,61      | 87,07      | 84,84                                  | 90,30                                  | x                                      | 90,30     |
| 2     | Julius Yego       | Kenia               | 88,24      | x          | –          | x                                      | r                                      |                                        | 88,24     |
| 3     | Keshorn Walcott   | Trinidad und Tobago | 83,45      | 85,38      | 83,38      | 80,33                                  | x                                      | x                                      | 85,38     |
| 4     | Johannes Vetter   | Deutschland         | 85,32      | x          | 82,54      | x                                      | 83,61                                  | 81,74                                  | 85,32     |
| 5     | Dmytro Kossynskyj | Ukraine             | 82,51      | 83,95      | 83,64      | 81,61                                  | 81,21                                  | x                                      | 83,95     |
| 6     | Antti Ruuskanen   | Finnland            | x          | 77,81      | 83,05      | x                                      | x                                      | 80,00                                  | 83,05     |
| 7     | Vítězslav Veselý  | Tschechien          | 78,20      | 82,51      | x          | x                                      | x                                      | 78,63                                  | 82,51     |
| 8     | Jakub Vadlejch    | Tschechien          | 80,02      | 82,42      | 81,59      | 80,32                                  | x                                      | x                                      | 82,42     |
|       |                   |                     |            |            |            |                                        |                                        |                                        |           |
| 9     | Julian Weber      | Deutschland         | 80,29      | 80,13      | 81,36      | nicht im Finale der besten acht Werfer | nicht im Finale der besten acht Werfer | nicht im Finale der besten acht Werfer | 81,36     |
| 10    | Braian Toledo     | Argentinien         | 77,89      | 79,51      | 79,81      | nicht im Finale der besten acht Werfer | nicht im Finale der besten acht Werfer | nicht im Finale der besten acht Werfer | 79,81     |
| 11    | Ryōhei Arai       | Japan               | 77,89      | 79,47      | 72,49      | nicht im Finale der besten acht Werfer | nicht im Finale der besten acht Werfer | nicht im Finale der besten acht Werfer | 79,47     |
| 12    | Petr Frydrych     | Tschechien          | 76,15      | 76,79      | 79,12      | nicht im Finale der besten acht Werfer | nicht im Finale der besten acht Werfer | nicht im Finale der besten acht Werfer | 79,12     |

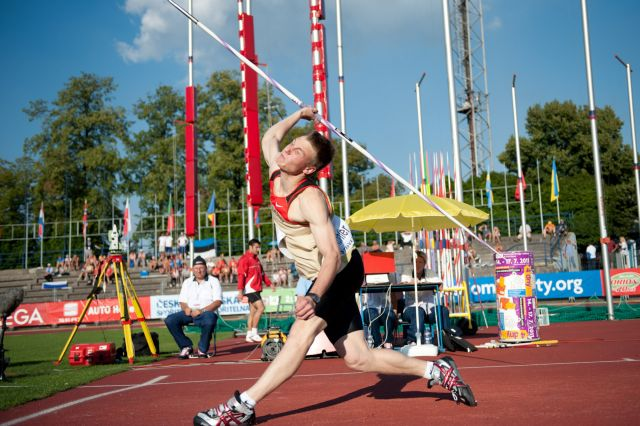
Olympiasieger Thomas Röhler übertraf
als einziger Werfer die 90-Meter-Marke

Für das Finale hatten sich zwölf Athleten qualifiziert, neun von ihnen direkt über die Qualifikationsweite, weitere drei über ihre Platzierungen. Alle drei Deutschen waren im Finale dabei, ebenso alle drei Tschechen. Komplettiert wurde das Feld durch je einen Athleten aus Argentinien, Finnland, Japan, Kenia, Trinidad und Tobago und der Ukraine.
Jeder Teilnehmer hatte zunächst drei Versuche, die Weiten der Qualifikationsrunde wurden nicht gewertet. Den besten Acht standen im Anschluss weitere drei Versuche zur Verfügung.
Es wurde ein Dreikampf zwischen dem Olympiasieger von 2012 Keshorn Walcott aus Trinidad und Tobago, dem kenianischen Weltmeister Julius Yego und dem Weltjahresbesten Thomas Röhler aus Deutschland erwartet.
Yego startete im ersten Versuch mit 88,24 m. Hinter ihm platzierten sich Röhler mit 87,40 m und Johannes Vetter aus Deutschland mit 85,32 m. Walcott konnte im zweiten Durchgang mit einem Vorsprung von sechs Zentimetern an Vetter auf den Bronzerang vorbeiziehen. Beim vierten Versuch erlitt Yego eine Knöchelverletzung, durch die er seine letzten beiden Würfe nicht mehr ausführen konnte. In der fünften Runde gelang Röhler der einzige Wurf dieses Wettbewerbs, der mit 90,30 m jenseits der 90-Meter-Marke landete. Damit übernahm er die Führung und wurde Olympiasieger, denn im sechsten Durchgang änderte sich nichts mehr im Klassement.
Julius Yego gewann die erste kenianische Medaille im Speerwurf, zugleich Kenias einzige Olympiamedaille außerhalb der Laufdisziplinen und des Boxens.

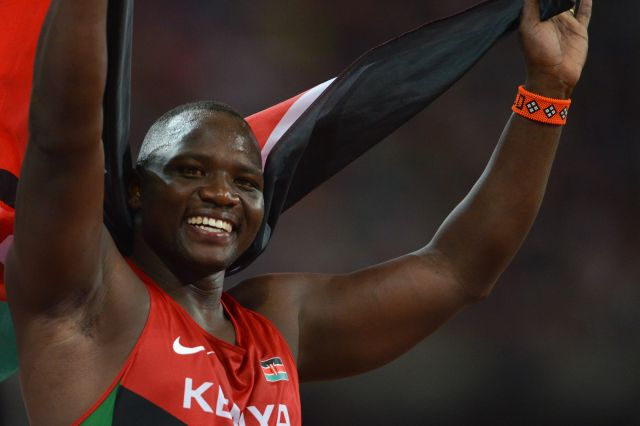
Silbermedaillengewinner Julius Yego
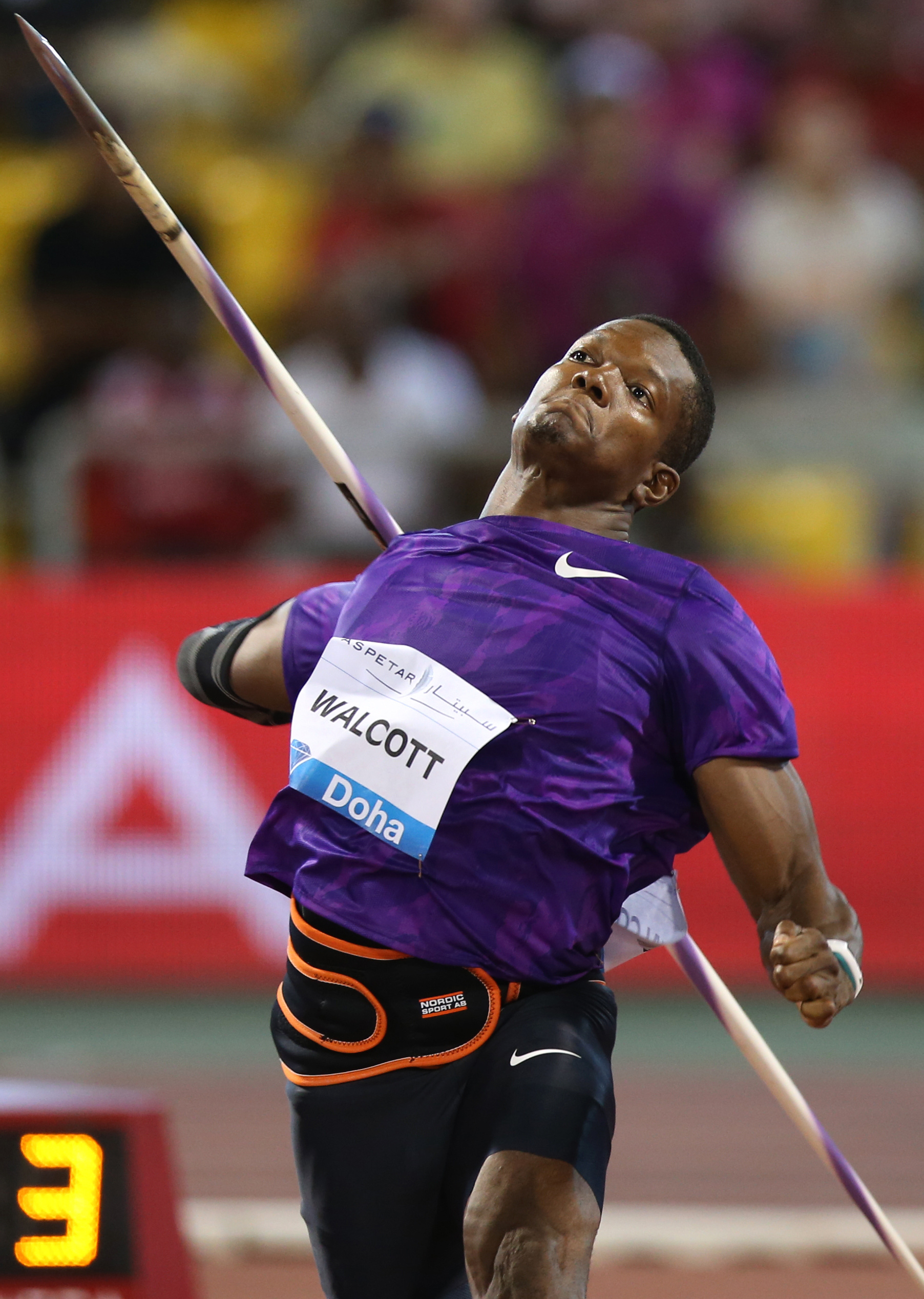
Bronzemedaillengewinner Keshorn Walcott
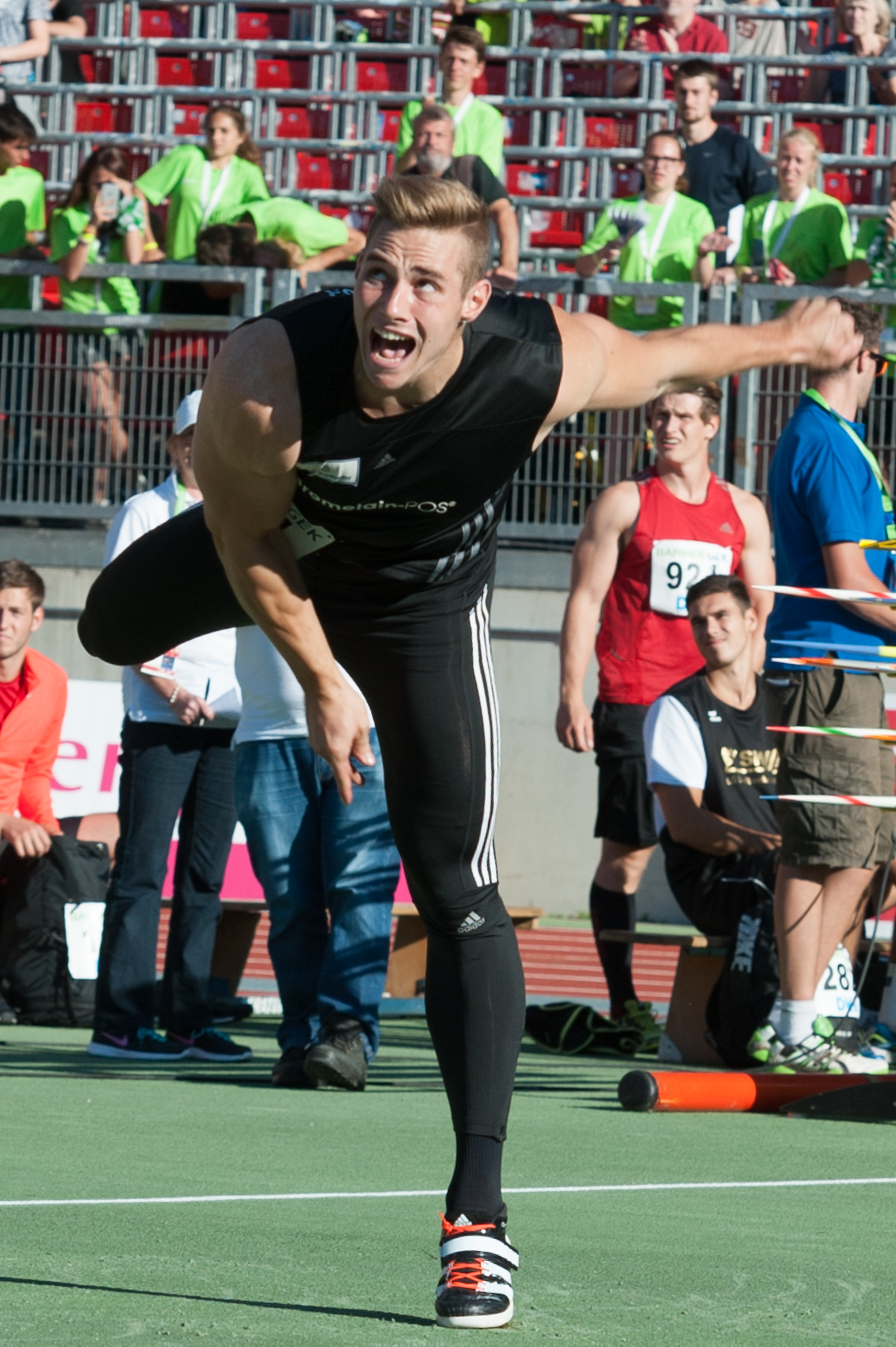
Der Olympiavierte Johannes Vetter
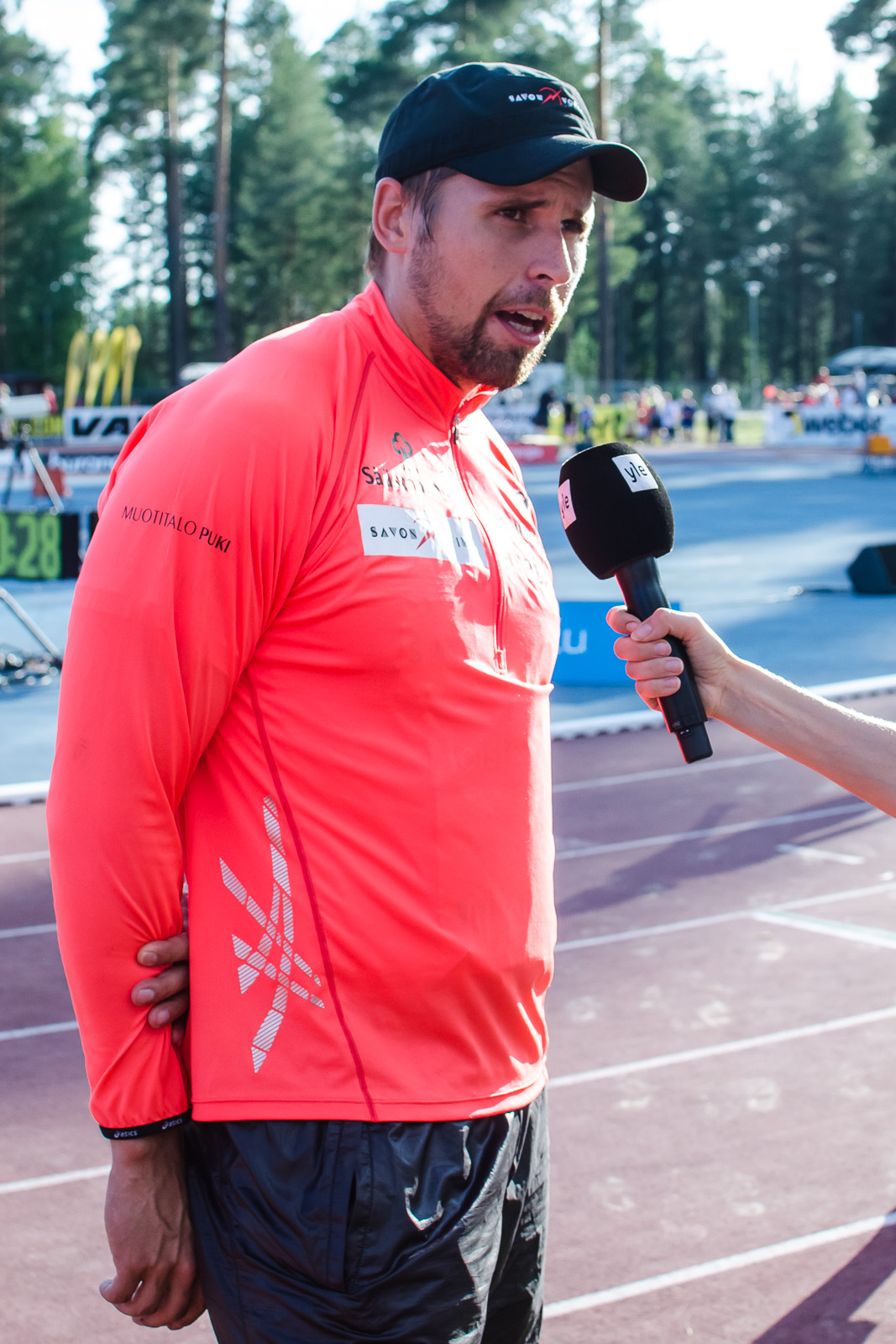
Der sechstplatzierte Antti Ruuskanen
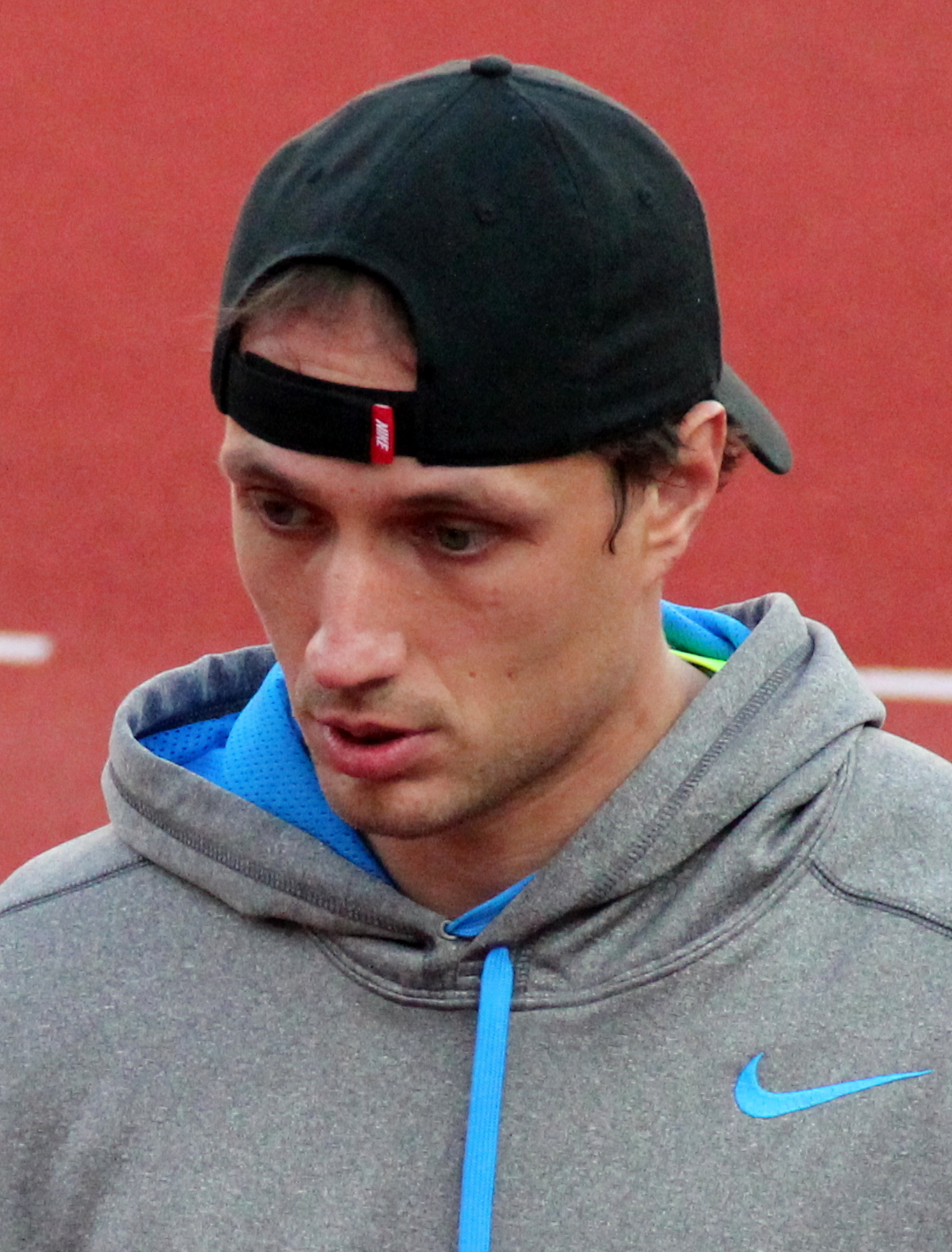
Rang sieben für Vítězslav Veselý
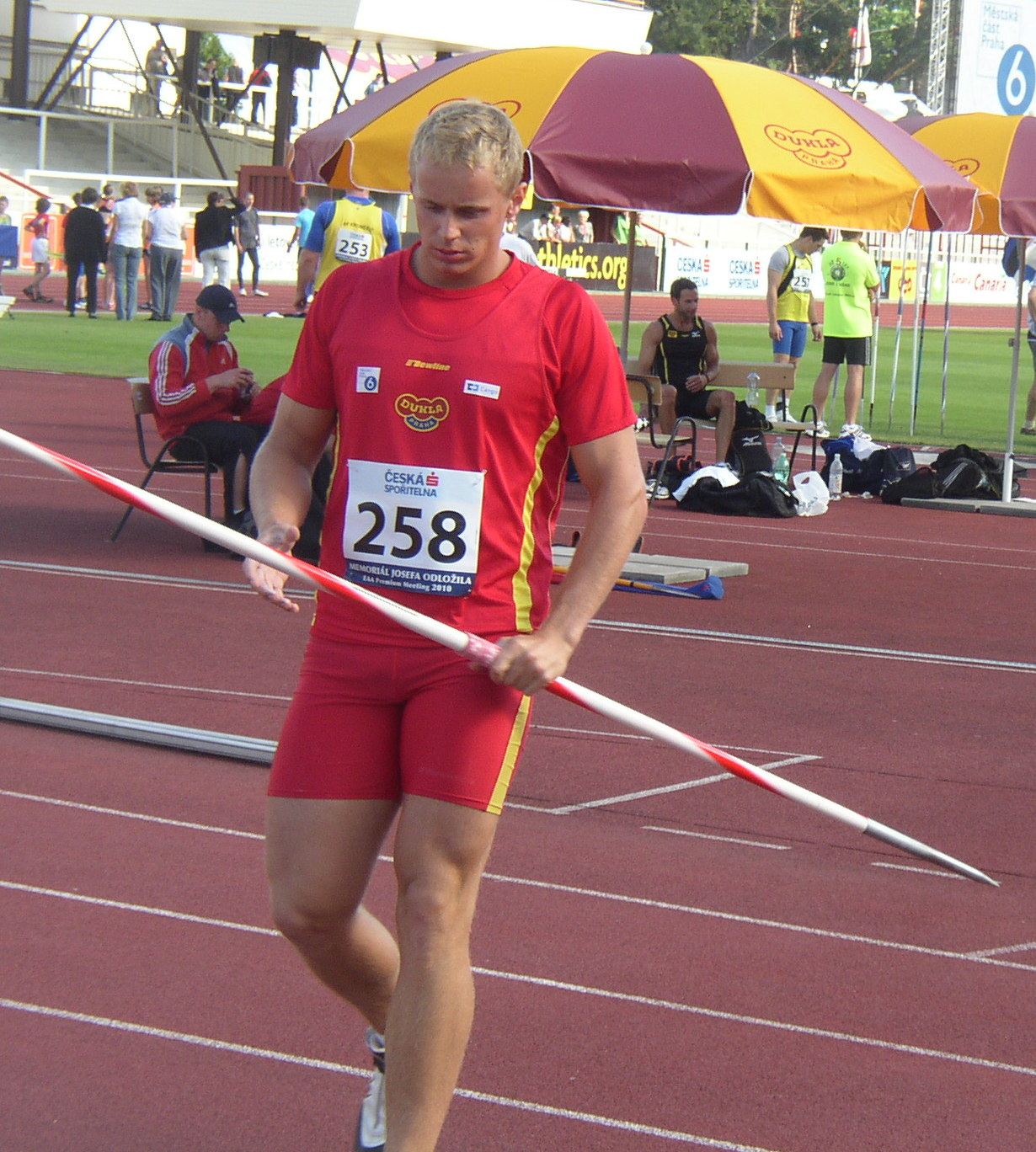
Jakub Vadlejch kam auf den achten Platz
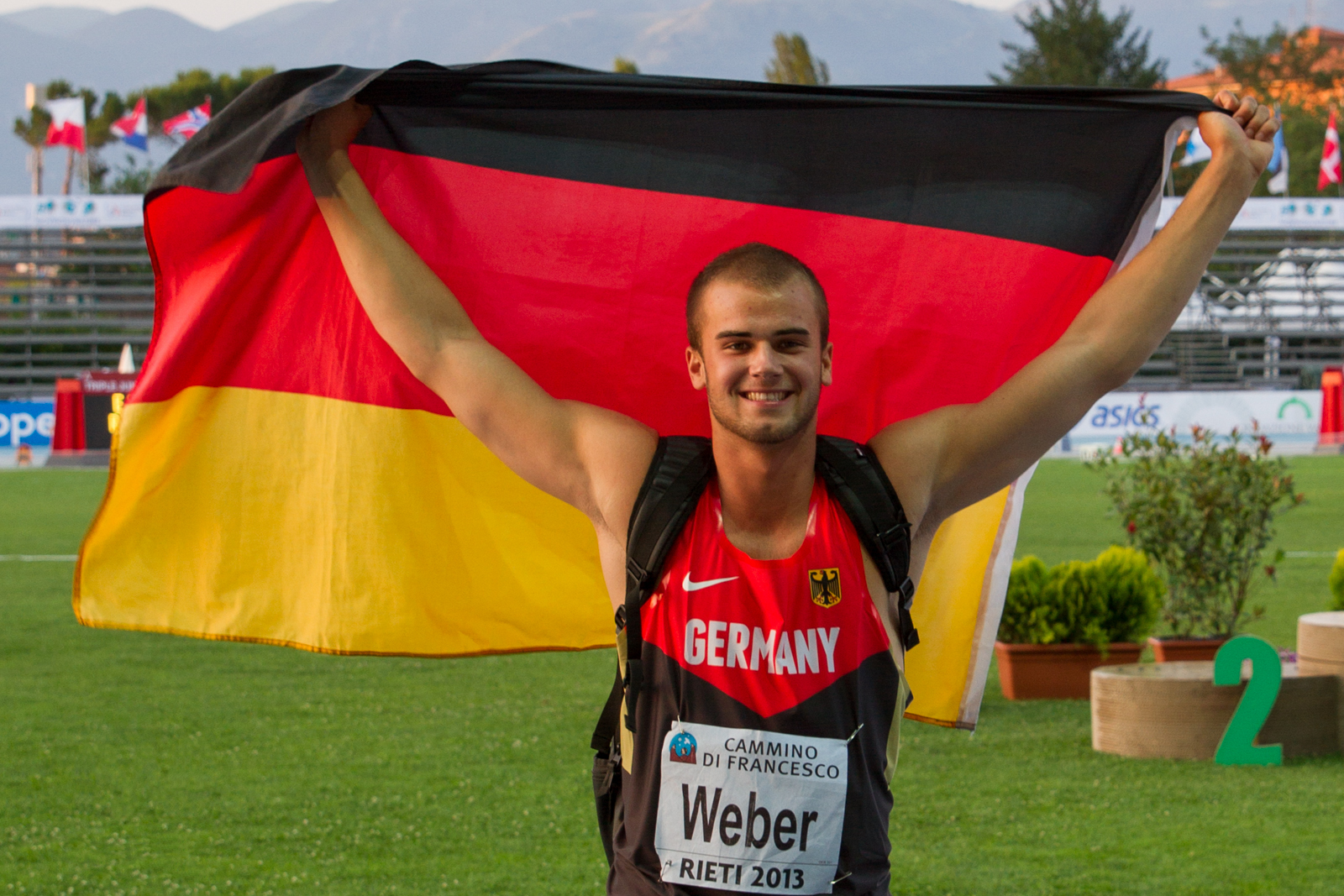
Julian Weber wurde Olympianeunter
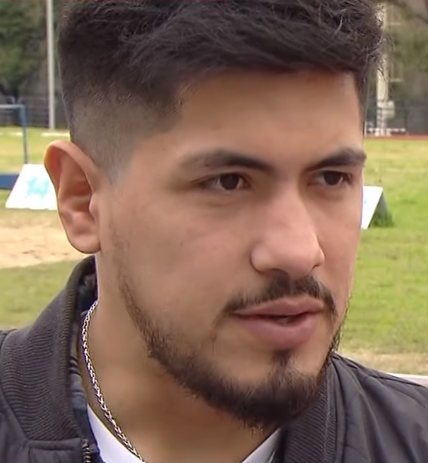
Julian Weber wurde Olympianeunter
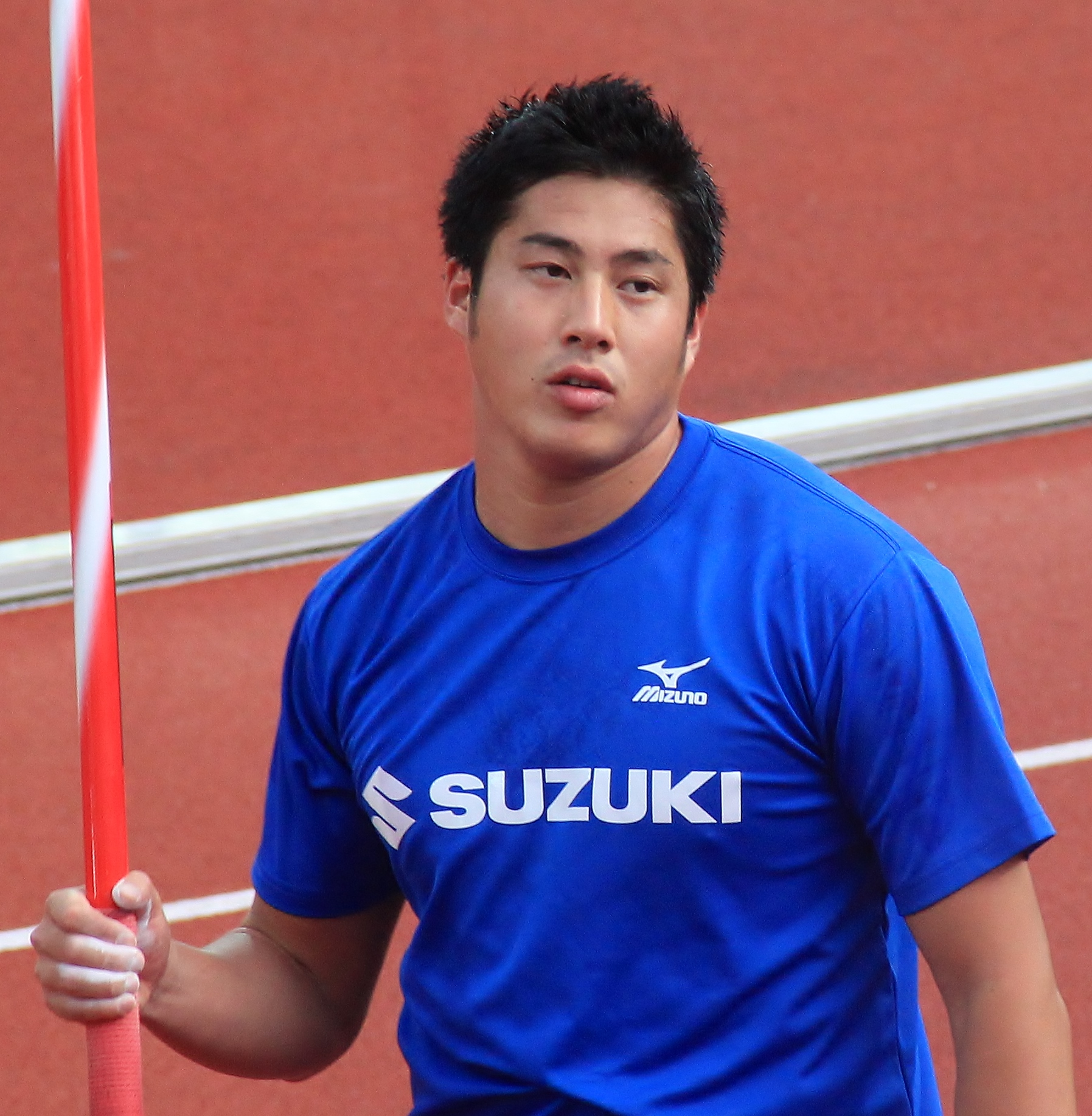
Braian Toledo – Platz zehn
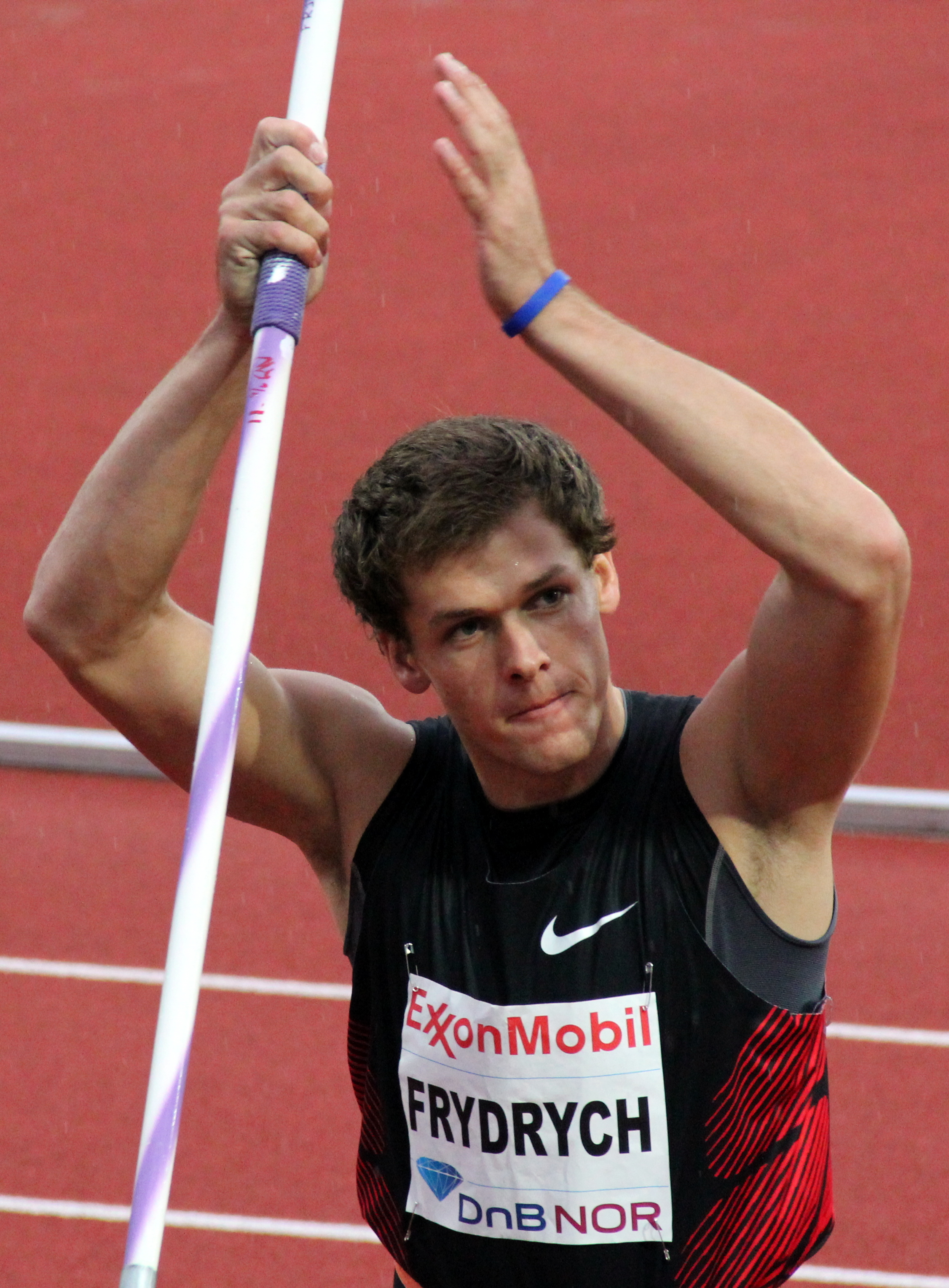
Petr Frydrych kam auf den zwölften Platz

## Video
- Javelin throw Olympics final Rio 2016, youtube.com, abgerufen am 5. Mai 2022